# 康業服務
康業服務有限公司（英語：Hong Yip Service Co Ltd）為香港新鴻基地產的全資附屬機構，成立於 1967年，主要提供物業及設施管理服務。1973年由新鴻基地產收購，康業除管理新鴻基地產的樓宇外，亦提供服務予其他機構，例如香港房屋委員會、港鐵公司、以及業主立案法團委託管理的各種類型樓宇。根據2015年資料統計，康業管理樓宇逾1700幢，其中包括私人住宅、豪宅、寫字樓、商場、停車場、校舍、體育館等。康業多年前開拓中國大陸市場，成立康業物業管理（中國）有限公司，2000年後，增設君御物業管理有限公司，帝譽服務有限公司，以及天瑞禮賓服務有限公司之品牌。

## 旗下公司
- 君御物業管理有限公司
- 帝譽服務有限公司
- 天瑞禮賓服務有限公司
- S.H.K.物業管理有限公司
- 家居增值服務有限公司
- 力安護衞有限公司
- 力新清潔有限公司
- 力高環保服務有限公司
- 康翠園藝工程有限公司
- 力霸水泵機械工程有限公司
- 環業有限公司
- 康柏斯專業顧問有限公司
- 康業物業管理（中國）有限公司
- 力佳工程有限公司

## 管理的香港的18區物業

### 港島區
筲箕灣
成昌樓
鰂魚涌
東港中心
北角
龍景大廈
東寶大廈

### 中西區
- 蔚巒閣
- 蔚華閣
- 承德山莊
- 景翠園
- 南灣花園
- 康南閣
- 新德樓

### 灣仔區
- 伊利莎伯大廈

### 東區
- 新威園
- 豪廷峰
- 海璇

### 南區
- 深灣軒
- 南灣
- 淺水灣127
- 利群商場

### 油尖旺區
- 彌敦道26號
- 瓏璽

### 深水埗區
- 又一居
- 曼克頓山
- 香港紗廠工業大廈
- 時代中心
- 經達廣場
- 卓匯中心

### 九龍城區
- 半島豪庭
- 海濱南岸
- 農圃道18號
- Downtown 38

### 黃大仙區
- 峻弦
- 譽港灣
- 新麗花園

### 觀塘區
- 康逸苑
- 鴻貿中心
- 經貿中心
- 訊科中心
- 世達中心

### 元朗區
- 慧景軒
- 朗晴居
- 朗怡居
- 翠韻華庭
- 采葉庭
- 柏麗豪園
- WetlandSeasonsPark
- 泉薈
- 雅珊園商場

Wetland Seasons Bay

### 屯門區
- 新圍苑
- 瓏門
- k point
- 兆隆苑
- 綠怡居

### 荃灣區
- 荃灣廣場
- 荃錦中心

### 葵青區
- 華景山莊
- 華景商場
- 新葵興商場

### 離島區
- 東環

### 北區
- 奕翠園
- 皇府山

### 大埔區
- 汀雅苑
- 雲滙
- 昌運中心

### 沙田區
- 欣廷軒
- 壹號雲頂
- 愉翠苑
- 愉城苑
- 曉翠山莊
- 蔚景園
- 雲端
- 雲海
- 美松苑

### 西貢區
- 清水灣半島
- 將軍澳中心
- 安寧花園

## 外部連結
- 康業服務有限公司 （页面存档备份，存于）
- 康業物業代理有限公司 （页面存档备份，存于）